# Rheinfelden (Suíça)
Rheinfelden (alemão suíço: Rhyfälde, IPA ˈɾiːˌfældə) é uma pequena cidade na Suíça e principal aglomeração do distrito homónimo no cantão de Argóvia. Importante centro regional da regiao de Fricktal, situa-se no Alto Reno, junto à fronteira com a Alemanha e ao limite leste da região metropolitana da cidade de Basileia.
Com mais de treze mil habitantes, Rheinfelden é a sexta maior cidade de Argóvia e está económica e socialmente próxima à cidade alemã de Rheinfelden (Baden), situada do outro lado da fronteira.

## História
No século X, o Burgo Stein foi construído, tendo sido a morada dos condes de Rheinfelden. Já à margem sul do Reno, desenvolveu-se no decorrer do século XII, durante a administração dos Zähringer, uma cidade fortificada. O burgo foi por séculos sede da Casa dos Habsburgos, período em que — entre 1218 e 1330, bem como a partir de 1415 — foi independente, até que finalmente em 1439 caiu de vez no domínio dessa casa imperial. 
Rheinfelden foi diretamente afetada pelos desdobramentos da Guerra  dos Trinta Anos e após a Batalha de Rheinfelden, de 1638 a 1650, foi ocupada por tropas suecas e francesas. Em 1797 foi tomada de novo pelos franceses, até que em 1802 tornou-se definitivamente suíça, transformando-se desde 1803 em sede de uma dos distritos do cantão de Argóvia. 

## Economia

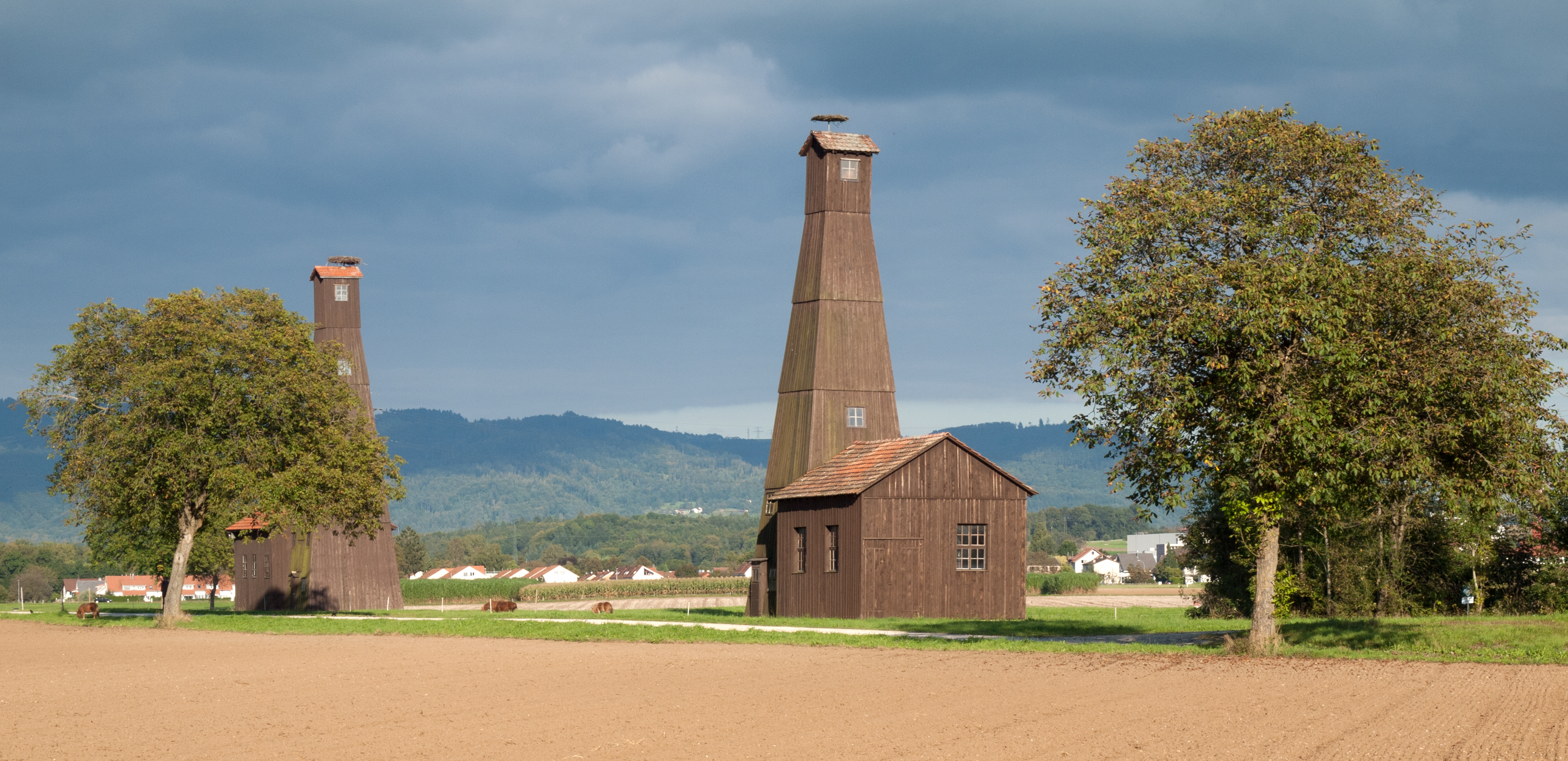
Salina Riburg

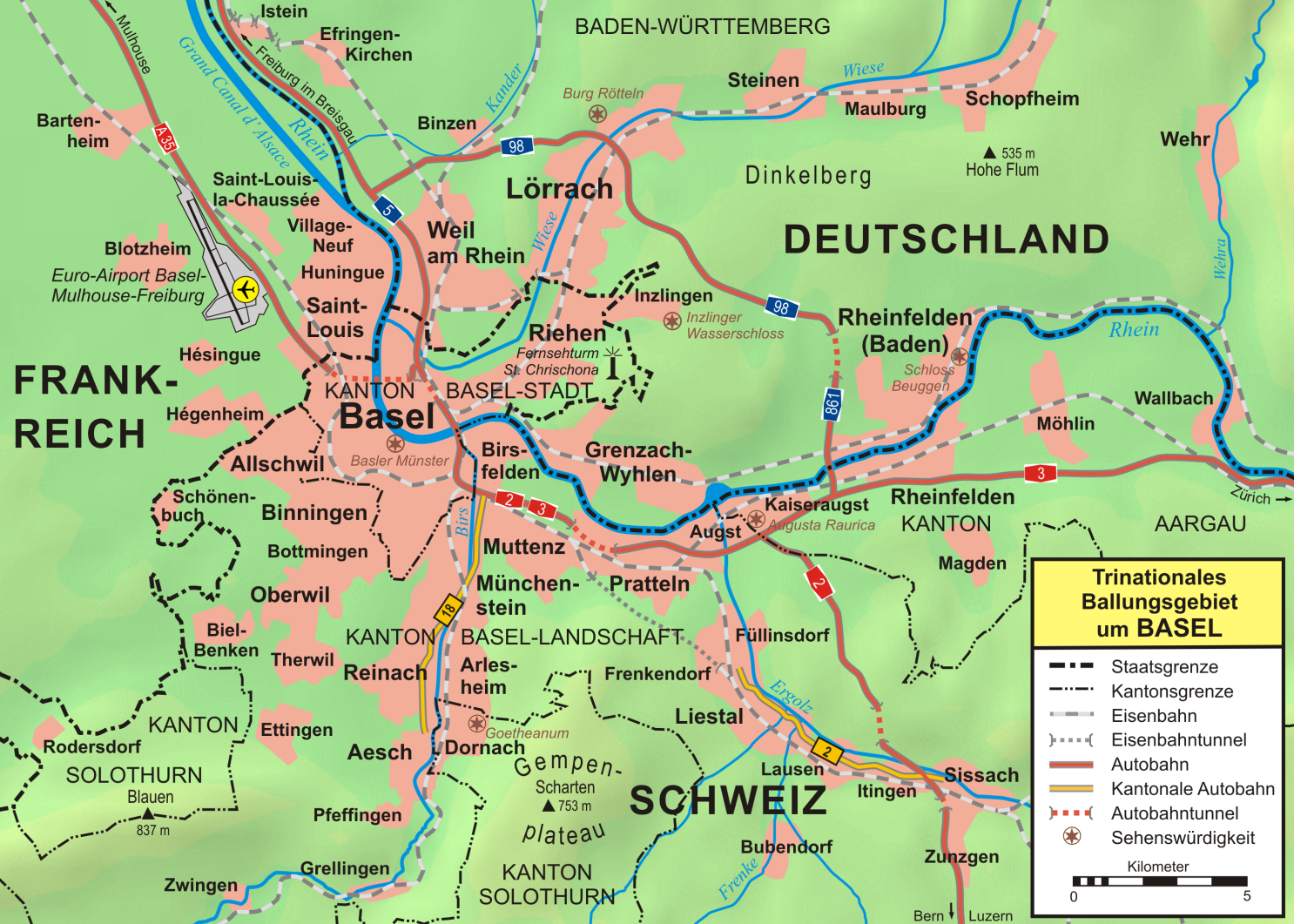
Aglomeração da Basileia

Desde os anos de 1970 a população tem crescido, época em que a cidade passou geograficamente a fazer parte da conurbação da cidade de Basileia.
Economicamente, destacam-se a produção de cerveja (a cervejaria Feldschlösschen é a maior do país) e a exploração dos extensos depósitos de sal por meio da Salina Riburg.
A salinidade de seu subsolo possibilitou ainda, a partir do metade do século XIX, que o município se desenvolvesse como importante estância de hidroterapia, tendo se adaptado às demandas do turismo moderno e hoje focando sobretudo na terapia e na reabilitação.